# Badessa ampycoides
Badessa ampycoides is een hooiwagen uit de familie Samoidae. De wetenschappelijke naam van Badessa ampycoides gaat terug op Sørensen, in L.Koch.